# Teixeira Holzmann
Teixeira Holzmann é uma empresa de empreendimentos imobiliários que começou atuando no mercado de Londrina, desenvolvendo e comercializando condomínios horizontais residenciais de alto padrão, dentro dos conceitos de Residence & Resort.

## História
O primeiro empreendimento foi o Royal Golf Residence & Resort em 1995 ele foi lançado para oferecer segurança e lazer, "tendo sido o responsável pela quebra da resistência da população de se afastar dos apartamentos centrais para regiões mais distantes, que exigem maior deslocamento".
Hoje a empresa está presente em Londrina, Ibiporã, Rondonópolis e Serra (Espírito Santo) e possui diversos prêmios por desenvolver o Projeto Cultural Royal In Concert que promove apresentações de artistas da MPB no lançamento de cada um dos seus empreendimentos.

## Royal In Concert
Nos últimos anos foram realizados shows com:
- Roberto Menescal e Wanda Sá.[2]
- Marina Lima [3]
- Ivan Lins [4]
- Leila Pinheiro
- João Bosco
- Gal Costa[5]
- Emilio Santiago[6]

Sempre preocupada com a qualidade de vida os empreendimentos construídos na zona sul de Londrina garantem a valorização ambiental, num movimento de redescoberta da natureza.

## Prêmios
- Prêmio Destaque do Marketing da Associação Brasileira de Marketing & Negócios[8] com o case Royal In Concert.[9]
- Prêmio Destaque do Marketing da Associação Brasileira de Marketing & Negócios[10] com o case The Euro Royal.[11]
- Prêmio Caio 10 Edição com o case The Euro Royal[12]